# Ursoidea
A superfamília dos Ursóideos (Ursoidea), parte da parvordem dos Ursida inclui as famílias dos Amphicynodontidae, Hemicyonidae e Ursídeos (Ursidae).

## Taxonomia da Superfamília Ursoidea
- †Família Amphicynodontidae
- †Família Hemicyonidae
- Família Ursidae